# Geschiedenis van Obwalden
Dit artikel gaat over de geschiedenis van het kanton Obwalden.

## Naam
Samen met het Nidwalden vormt Obwalden het kanton Unterwalden. Eigenlijk zijn Nid- en Obwalden halfkantons, maar deze term wordt sinds de grondwet van 1999 niet meer gebruikt. De officiële naam van het kanton Obwalden luidt: Unterwalden ob dem Wald, maar is niet gangbaar. De naam Obwalden kwam pas in zwang in de 16e eeuw.  

## Vroegste geschiedenis
De vroegste vondsten in het gebied wat we nu Unterwalden noemen dateren uit de prehistorie. Tweeduizend jaar v.Chr. was er een nederzetting aan de Sarnersee, waarvan sporen zijn teruggevonden. Voorts waren er Kelten in Unterwalden gevestigd. De Kelten in Unterwalden en de rest van Zwitserland waren sterk beïnvloed door de Romeinse cultuur. In de 1e eeuw na Chr. werd het Alpengebied door de Romeinen veroverd. De Romeinen bleven tot de 3e eeuw in de Alpen en stichtten enkele nederzettingen, voornamelijk bestaande uit villa's.

## Van de Middeleeuwen tot de Reformatie
Omstreeks 700 trokken de Alemannen Unterwalden binnen. Zij brachten hun eigen rechtspraak (Lex Alemannorum) en eigen gebruiken met zich mee. De Alemannen stichtten een hertogdom. In de 9e eeuw kwam Unterwalden aan de Franken, later de Duitsers en werd het gebied onderdeel van de Zürichgau (stad Zürich). De macht der feodale edelen nam toe. De ligging van Unterwalden was gunstig daar de grens van het koninkrijk Bourgondië en het hertogdom Zwaben. In de 11e eeuw regeerden de graven van Lenzburg over Unterwalden. Het gebied dat we nu Unterwalden noemen was sinds de vroege Middeleeuwen gekerstend en in de 11e eeuw werden er diverse kloosters gesticht. Een deel van Unterwalden kwam in handen van de geestelijkheid. De kloosters van Murbach, Luzern, Muri, Beromünster en - vanaf 1120 - Engelberg. De meeste mensen waren horigen, maar een derde deel van de bewoners waren vrije boeren. 

### Deel van het Eedgenootschap

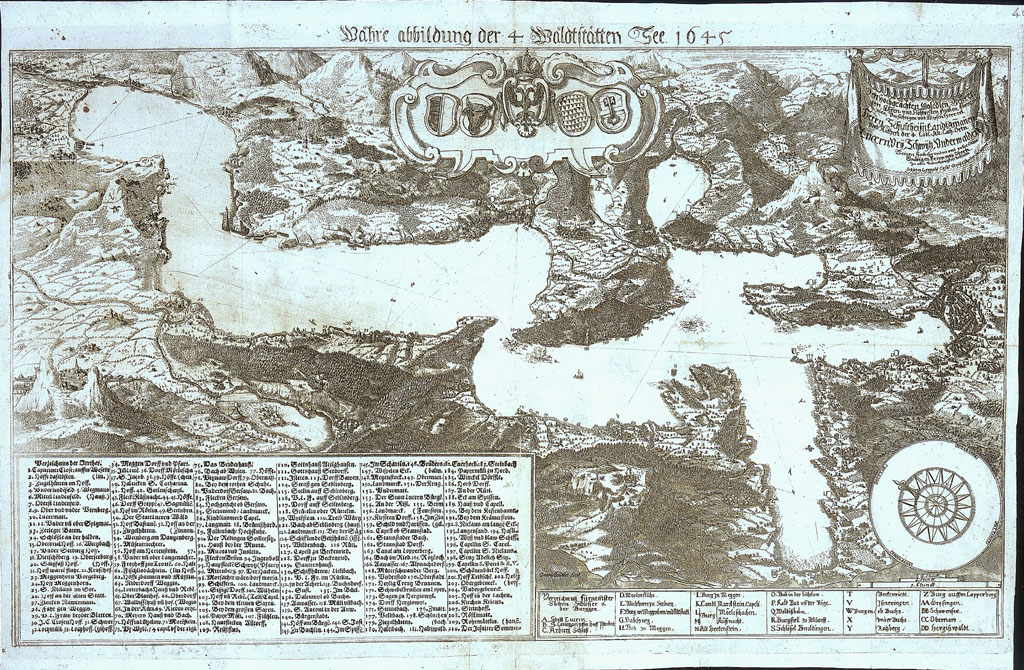
De vier Woudkantons (Waldstätten) Uri, Schwyz, Unterwalden en (sinds 1332) Luzern

In 1173 kwam Unterwalden aan de Habsburgers. De Alpenbewoners waren allerminst blij om deel uit te maken van het Habsburgse rijk en in 1291 gingen Ob- en Nidwalden een verbond aan met twee andere woudkantons, Uri en Schwyz; het Eedgenootschap was geboren. Unterwalden, Uri en Schwyz vormen de kern van de Zwitserse federatie die in eeuwen hierna zou ontstaan. De strijd om zelfstandigheid werd beloond en in 1309 verklaarde koning Hendrik VII Unterwalden "rijksvrij", hetgeen inhield dat Unterwalden een zekere mate van zelfstandigheid verwierf binnen het Heilige Roomse Rijk en o.a. tol mocht heffen en afgevaardigden mocht zenden naar de Rijksdag. Unterwalden kreeg een eigen bestuur met als hoogste wetgevende macht de Landsgemeinde. De Landsgemeinde was een democratische vergadering die bestond uit alle vrije mannen die het bestuur van het kanton kozen. De landammann, de regeringsleider, werd ook tijdens de Landsgemeinde gekozen. Tegenwoordig kent men in de kantons Obwalden en Nidwalden geen Landsgemeinde meer als wetgevende macht, maar het ambt van landammann als regeringsleider kent men nog altijd in beide kantons.

### Nidwalden en Obwalden gaan hun eigen weg
Van ca. 1300 tot ca. 1340 waren Ob- en Nidwalden met elkaar verenigd en kenden de beide halfkantons één Landsgemeinde, maar hierna ging men ieder zijn eigen weg. Het kanton Unterwalden bestaat echter tot op de dag van vandaag. De enige consequentie die dit thans nog met zich meebrengt is het feit dat zowel Ob- als Nidwalden, net als de andere 4 (voormalige) halfkantons van Zwitserland (Appenzell Ausserrhoden, Appenzell Innerrhoden, Basel-Landschaft en Bazel-Stad), ieder maar één afgevaardigde naar de Kantonsraad mogen sturen, terwijl de overige 23 kantons twee afgevaardigden naar de Kantonsraad sturen. Op het gebied van de buitenlandse politiek voerden Ob- en Nidwalden een gezamenlijke politiek. 
In 1415 kreeg het kanton Obwalden van keizer Sigismund een eigen Blutgericht, oftewel een eigen hooggerechtshof. Een Blutgericht mocht hoge straffen uitdelen, waaronder de doodstraf. Het toekennen van een Blutgericht betekende een verregaande zelfstandigheid. Hoewel formeel nog onderdeel van het Heilige Roomse Rijk, waren Obwalden en de andere kantons van het Eedgenootschap nu grotendeels autonoom. Obwalden kon allianties aangaan met landen, oorlog voeren, vredesverdragen en wapenstilstandsverdragen sluiten enz. In 1419 besloot men in Obwalden tot de bouw van een Rathaus om het bestuur te huisvesten.
Aan het einde van de middeleeuwen nam de macht van de hoge adel af en groeide die van de kleine adel en de zelfstandige boeren. De zelfstandige boeren zagen niets in de belangen van de adel en hun familiaire betrekkingen met edelen in Luzern en Bern en dankzij hun toegenomen macht drongen zij aan op deelname aan de verovering van de Leventina in Noord-Italië, zodat er nieuwe afzetmarkten zouden ontstaan voor vee en kaas. In 1403 veroverden een coalitie van Uri en Obwalden de Leventina. De handel tussen Obwalden en andere staten, alsmede de economische groei van het hertogdom Milaan zorgden voor een geweldige bloei in Obwalden (15e eeuw).

### Nicolaas van Flüe

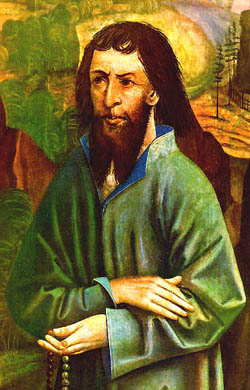
"Broeder Klaus," Nicolaas van Flüe, de katholieke heilige die in 1481 een burgeroorlog voorkwam. Hij is tot op de dag van vandaag een Zwitserse held.

De 15e eeuw was naast een tijd van economische bloei, ook een tijd van oorlogen. In 1481 dreigde een burgeroorlog tussen de oerkantons en de kantons Fribourg en Solothurn. De soldaten van de twee kantons hadden zij aan zij met de oerkantons gestreden tegen de legers van Karel de Stoute. Na de overwinning op de leger van Karel de Stoute eisten opneming in het Eedgenootschap. De oerkantons, die landelijk van karakter waren en het Eedgenootschap domineerden, waren tegen de opneming van Fribourg en Solothurn omdat daar veel grote steden waren. In december 1481 kwamen de afgevaardigden van Fribourg en Solothurn en van het Eedgenootschap bijeen in Stans. De besprekingen tussen de afgevaardigden liepen op niets uit en een burgeroorlog stond op het punt van uitbreken. De pastoor van Stans hoorde van het conflict en ging naar de kluizenaar Nicolaas van Flüe (Niklaus von Flüe), beter bekend als broeder Klaus, toe om raad te vragen. Nicolaas von Flüe was een Obwalder van geboorte en woonde in een cel in het dorpje Ranft in Obwalden. De kluizenaar maakte bekend dat God geen broedertwist wilde en dat de kantons die gezamenlijk de strijd hadden gewonnen nu niet verdeeld moesten raken. Hij gaf de pastoor opdracht de afgevaardigden nog eens bijeen te brengen om deze boodschap over te brengen. In het raadshuis volgden de afgevaardigden de boodschap van de kluizenaar op. Fribourg en Solothurn werden lid van het Eedgenootschap en de oorlogsbuit werd eerlijk verdeeld. De vrede was gered. De kluizenaar had nog een boodschap voor de afgevaardigden in Stans: Zij moesten zich niet te veel bemoeien met buitenlandse aangelegenheden en de Zwitsers moesten afzien van expansie. Om zijn wijze woorden werd broeder Klaus later heilig verklaard door de Rooms-Katholieke Kerk. Maar hij is naast heilige, toch ook een nationale figuur in Zwitserland.

### Huursoldaten
Vanaf de 16e eeuw dienden veel Obwalders als huursoldaten in den vreemde.  De meeste huursoldaten afkomstig uit Obwalden dienden in Italië en, tijdens de grote godsdienstoorlogen, vooral in de Nederlanden en het Heilige Roomse Rijk (Duitsland). In de 17e eeuw dienden veel huursoldaten in de oorlog tegen de Turken. De militairen die terugkeerden in Obwalden hadden een aardig inkomen vergaard. Er ontstonden officiersfamilies, zoals Imfeld, Von Flüe en Wirz die grote (politieke) invloed verwierven in Obwalden.

## Van de Reformatie tot de Franse tijd
Tijdens Reformatie bleef Obwalden rooms-katholiek. In de 16e en 17e eeuw nam de invloed van de Kerk op het dagelijks leven toe. Het inachtnemen van de Goddelijke geboden (volgens de interpretatie van die tijd) was een prioriteit en de regering van Obwalden deed er alles aan om rust, orde en veiligheid (landsvrede) te bewaren. Tot 1667 vonden ook vervolgingen van "heksen" tot priesterassistent Kaspar Muff. In de 17e eeuw was Obwalden verworden tot een soort oligarchie waren de families Anderhalden, Von Flüe, Stockmann, Imfeld (Im Feld) en Bucher. Toch werd Obwalden geen absolutistische staat, daar de Landsgemeinde altijd het laatste woord had. Landammann Johann Wolfgang von Flüe verklaarde tijdens de Landsgemeinde van de jaren 50 van de 18e eeuw dat het kanton Obwalden gezegend was omdat zij niet aangesloten was bij een grote alliantie met buitenlandse bondgenoten en dat godsdienst en vrijheid het enige was waar de Obwalders op vertrouwden.

## Franse tijd
Obwalden is een overwegend landelijk kanton waar de meeste mensen vanouds op het platteland wonen. In het pittoreske Sarnen, de hoofdstad van het kanton, wonen thans ca. 10.000 inwoners, vroeger was dit nog minder. Het spreekt voor zich dat in zo'n landelijke omgeving de ideeën van De Verlichting, ontstaan in de grote steden van Europa en Noord-Amerika, weinig aanhangers telde onder de bevolking van het landskanton Obwalden. Toen de Franse revolutionaire legers in 1798 het Eedgenootschap binnenvielen en Landammann Johann Melchior Bucher werd afgezet bestond er eerder verzet dan blijdschap. Daar kwam bij dat de kantons Uri, Schwyz en Unterwalden werden samengevoegd tot het kanton Waldstätten. Het kanton Waldstätten werd centraal bestuurd. Melchior Josef Aloys von Matt werd aangesteld als Regierungsstatthalter/Préfet van het kanton Waldstätten. Obwalden werd het district Sarnen (genoemd naar de hoofdstad) binnen het kanton Waldstätten. Tegen het centralisme van de Unitariërs kwamen de Federalisten, voorstander van zo een groot mogelijke autonomie voor de kantons, in het verzet. In 1802 kwamen enkele Obwalders in opstand en een Opstandscomité werd gevormd. Het Opstandscomité koos Josef Simon von Flüe tot voorlopig Landammann.
Onder invloed van de Fransen werden burgerrechten ingevoerd en werd het politieke systeem gedemocratiseerd.
In 1803 voerde de nieuwe Franse machthebber Napoleon Bonaparte de Mediationsakte in om o.a. tegemoet te komen aan de wensen van de federalisten. Obwalden herkreeg net als de andere kantons haar autonomie en de opstand werd beëindigd. Josef Simon von Flüe werd Landamann van het kanton Obwalden en domineerde met Michael von Flüe de politiek van Obwalden tot de jaren 20 van de 19de eeuw.  

## Vanaf 1815

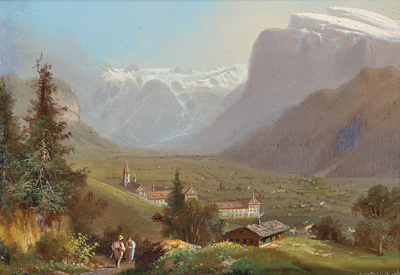
Hubert Sattler (1817-1904), Zicht op Engelberg

In 1815 werd de soevereiniteit van het Eedgenootschap hersteld. De Restauratie was begonnen. In Obwalden werd de politiek gedomineerd door conservatieven en reactionairen. Het tot dan door de Rooms-Katholieke Kerk bestuurde Bisdom Engelberg, dat door de kantons Niwalden, Uri en Bern, werd bij Obwalden gevoegd en vormt sindsdien in enclave. Tijdens de Restauratie kwamen de leiders van de conservatieve kantons Uri, Schwyz, Nidwalden, Fribourg, Wallis en Neuchâtel bijeen in de hoofdstad van Obwalden, Sarnen, om er de Sarnerbund te sluiten als verzet tegen de progressieve kantons van de Regeneratie. In 1841 regeerde de regering van Obwalden fel op de besluiten van het kanton Aargau om de kloosters in dat kanton te sluiten (zie: Kloosterstrijd in Aargau). Obwalden liet de verdreven monniken uit het kanton Aargau overkomen en stelde ze aan als onderwijzers aan het in de 18e eeuw opgerichte gymnasium van Sarnen lesgeven. In 1845 sloot Obwalden zich aan bij de Sonderbund, het verbond van rooms-katholieke, landelijke, kantons die gekant waren tegen het liberalisme en radicalisme in de Protestantse, stedelijke kantons.
In 1847 vond er een burgeroorlog plaats tussen de kantons van de Sonderbund en de liberale kantons (zgn. Sonderbund-oorlog) die door de liberale kantons werden gewonnen. De conservatieve regering onder Landammann Franz Wirz von Rudenz werd vervangen door een liberaal getinte onder de conservatieve liberale Landammann Nikolaus Hermann die al eerder (1843-1843; 1845-1846) als vertegenwoordiger van de conservatieve- of gematigde liberalen Landammann van het kanton Obwalden was geweest en in de tweede helft van de 19e eeuw een belangrijke rol speelde in de politiek van Obwalden. In 1848 accepteerde de bevolking van Obwalden de bondsgrondwet van de Bondsrepubliek Zwitserland en in 1850 kreeg Obwalden een liberaal georiënteerde grondwet. De parochie's die voorheen tevens politieke kiesdistricten waren, verloren deze positie en er vond een nieuwe districtsindeling plaats.
In de tweede helft van de 19e eeuw ontstonden ook politieke partijen in Obwalden, waarvan de belangrijkste de Katholieke Conservatieve Partij (voorloper van de huidige Christendemocratische Volkspartij Obwalden) en de Liberale Partij (voorloper van de huidige Vrijzinnig Democratische Partij Obwalden) waren. 

### Toerisme
Reeds in de 19e eeuw was het kanton Obwalden beroemd als toeristische trekpleister. Vooral de enclave Engelberg werd geliefd onder binnen- en buitenlandse toeristen. In de 19e en 20e eeuw werden kuuroorden geopend in Engelberg. Maar ook het Sarneraatal, de centrale vallei van Obwalden, verwierf bekendheid onder de toeristen, vooral na de opening van een nieuwe hoofdweg (1888) en een betere spoorwegverbinding (1889). 
Politiek gezien wordt Obwalden gedomineerd door CVP en de FDP, maar ook de SP en de  Christelijk Sociale Partij (CSP) is een belangrijke partij. De CSP maakte tot 2002 deel uit van de CVP, maar in dat jaar met die partij en vormt sindsdien een eigen partij met een eigen fractie in de Kantonsraad.
Op 1 juli 2003 werd Maria Küchler-Flury (CVP) de eerste vrouwelijke Landammann. Op 1 juli 2004 werd zij opgevolgd door Elisabeth Gander-Hofer (FDP), eveneens een vrouw. De Landammann (1 juli 2006-) is Hans Wallimann-Schneider (FDP).